# Johannes G. Deckers
Johannes Georg Deckers (* 23. März 1940), vollständiger Name Johannes Georg Deckers, ist ein deutscher Christlicher Archäologe.
Er studierte Klassische Archäologie, Kunstgeschichte und Christliche Archäologie in Freiburg und wurde dort 1973 bei Walter Nikolaus Schumacher mit der Arbeit Der alttestamentliche Zyklus von S. Maria Maggiore in Rom promoviert. Von 1974 bis 1983 war er Ausgrabungsleiter der Archäologischen Denkmalpflege in Köln und Dozent an der Universität Bonn. Von 1983 bis 1987 war er Referent für Christliche Archäologie an der Abteilung Rom des Deutschen Archäologischen Instituts. 1987 erfolgte die Habilitation an der Universität Heidelberg. Von 1987 bis 2005 lehrte Deckers als Professor für Frühchristliche und Byzantinische Kunstgeschichte an der Ludwig-Maximilians-Universität München.

## Schriften
- Der alttestamentliche Zyklus von S. Maria Maggiore in Rom. Studien zur Bildgeschichte (= Habelts Dissertationsdrucke. Reihe Klassische Archäologie. Band 8). Habelt, Bonn 1976, ISBN 3-7749-1345-5.
- mit Peter Noelke: Die römische Grabkammer in Köln-Weiden (= Rheinische Kunststätten. Heft 238). Gesellschaft für Buchdruckerei, Neuss 1980, ISBN 3-88094-324-9 (2. Auflage, Neusser Druckerei und Verlag, Neuss 1985, ISBN 3-88094-495-4).
- mit Hans Reinhard Seeliger und Gabriele Mietke: Die Katakombe „Santi Marcellino e Pietro“. Repertorium der Malereien (= Roma sotterranea cristiana. Band 6). Pontificio Istituto di Archeologia Christiana/Aschendorffsche Verlagsbuchhandlung, Città del Vaticano/Münster 1987, ISBN 3-402-05280-6 (Text- und Tafelband).
- als Herausgeber mit Marie-Elisabeth Mitsou und Sabine Rogge: Beiträge zur Kulturgeschichte Zyperns von der Spätantike bis zur Neuzeit (= Schriften des Instituts für Interdisziplinäre Zypern-Studien. Bd. 3). Waxmann, Münster u. a. 2005, ISBN 3-8309-1592-6.
- Die frühchristliche und byzantinische Kunst (= Beck’sche Reihe 2553, C. H. Beck Wissen. Kunstepochen). C. H. Beck, München 2007, ISBN 978-3-406-56293-8 (2., durchgesehene Auflage, ebenda 2016, ISBN 978-3-406-70288-4).
- mit Guntram Koch: Repertorium der christlich-antiken Sarkophage. Band 5: Konstantinopel, Kleinasien – Thracia, Syria, Palaestina – Arabia. Reichert, Wiesbaden 2019, ISBN 978-3-95490-340-5.